# Lignes de bus ETUSA de 600 à 699
Cette page est une annexe de l'article « Lignes de bus ETUSA ».
Les lignes de bus ETUSA de 600 à 699 constituent une série de lignes que l'Entreprise de transport urbain et suburbain d'Alger exploite à Alger et dans sa banlieue.

## Lignes 600 à 699

### Lignes 600 à 609
| Ligne | Caractéristiques | Caractéristiques                                         | Caractéristiques                                         | Caractéristiques                                         | Caractéristiques                                         | Caractéristiques                                         | Caractéristiques                                         | Caractéristiques                                         | Caractéristiques                                         |
| 601   | 601 | 601                                                      | 601                                                      | 601                                                      | 601                                                      | 601                                                      | 601                                                      | 601                                                      | 601                                                      |
| 601   | Bordj El Kiffan - Dergana ⥋ Alger-Centre - Station 2 Mai | Bordj El Kiffan - Dergana ⥋ Alger-Centre - Station 2 Mai | Bordj El Kiffan - Dergana ⥋ Alger-Centre - Station 2 Mai | Bordj El Kiffan - Dergana ⥋ Alger-Centre - Station 2 Mai | Bordj El Kiffan - Dergana ⥋ Alger-Centre - Station 2 Mai | Bordj El Kiffan - Dergana ⥋ Alger-Centre - Station 2 Mai | Bordj El Kiffan - Dergana ⥋ Alger-Centre - Station 2 Mai | Bordj El Kiffan - Dergana ⥋ Alger-Centre - Station 2 Mai | Bordj El Kiffan - Dergana ⥋ Alger-Centre - Station 2 Mai |
| ----- | --- | -------------------------------------------------------- | -------------------------------------------------------- | -------------------------------------------------------- | -------------------------------------------------------- | -------------------------------------------------------- | -------------------------------------------------------- | -------------------------------------------------------- | -------------------------------------------------------- |
| 601   | Ouverture / Fermeture — / — | Longueur —                                               | Durée —                                                  | Nb. d’arrêts —                                           | Matériel —                                               | Jours de fonctionnement —                                | Jour / Soir / Nuit / Fêtes — / — / — / —                 | Voy. / an —                                              | Dépôt —                                                  |
| 601   | Desserte : - Villes et lieux desservis : Bordj El Kiffan (Dergana) • Alger-Centre (Station 2 Mai). - Stations et gares desservies : |                                                          |                                                          |                                                          |                                                          |                                                          |                                                          |                                                          |                                                          |
| 601   | Autre : - Amplitudes horaires : - Date de dernière mise à jour : |                                                          |                                                          |                                                          |                                                          |                                                          |                                                          |                                                          |                                                          |
| 601   | Dernière actualisation : — |                                                          |                                                          |                                                          |                                                          |                                                          |                                                          |                                                          |                                                          |
| 604   | 604 | 604                                                      | 604                                                      | 604                                                      | 604                                                      | 604                                                      | 604                                                      | 604                                                      | 604                                                      |
| 604   | Bordj El Kiffan - Dergana ⥋ Reghaïa - El Kerrouche |                                                          |                                                          |                                                          |                                                          |                                                          |                                                          |                                                          |                                                          |
| 604   | Ouverture / Fermeture — / — | Longueur —                                               | Durée —                                                  | Nb. d’arrêts —                                           | Matériel —                                               | Jours de fonctionnement —                                | Jour / Soir / Nuit / Fêtes — / — / — / —                 | Voy. / an —                                              | Dépôt —                                                  |
| 604   | Desserte : - Villes et lieux desservis : Bordj El Kiffan (Dergana) • Bordj El Bahri • Rouïba • H'raoua • Reghaïa (El Kerrouche). - Stations et gares desservies :                                                                        |                                                          |                                                          |                                                          |                                                          |                                                          |                                                          |                                                          |                                                          |
| 604   | Autre : - Amplitudes horaires : - Date de dernière mise à jour : |                                                          |                                                          |                                                          |                                                          |                                                          |                                                          |                                                          |                                                          |
| 604   | Dernière actualisation : — |                                                          |                                                          |                                                          |                                                          |                                                          |                                                          |                                                          |                                                          |
| 605   | 605 | 605                                                      | 605                                                      | 605                                                      | 605                                                      | 605                                                      | 605                                                      | 605                                                      | 605                                                      |
| 605   | Bordj El Kiffan - Dergana ⥋ El Marsa - Hai El Mahdjer |                                                          |                                                          |                                                          |                                                          |                                                          |                                                          |                                                          |                                                          |
| 605   | Ouverture / Fermeture — / — | Longueur —                                               | Durée —                                                  | Nb. d’arrêts —                                           | Matériel —                                               | Jours de fonctionnement —                                | Jour / Soir / Nuit / Fêtes — / — / — / —                 | Voy. / an —                                              | Dépôt —                                                  |
| 605   | Desserte : - Villes et lieux desservis : Bordj El Kiffan (Dergana) • El Marsa (Hai El Mahdjer). - Stations et gares desservies : |                                                          |                                                          |                                                          |                                                          |                                                          |                                                          |                                                          |                                                          |
| 605   | Autre : - Amplitudes horaires : - Date de dernière mise à jour : |                                                          |                                                          |                                                          |                                                          |                                                          |                                                          |                                                          |                                                          |
| 605   | Dernière actualisation : — |                                                          |                                                          |                                                          |                                                          |                                                          |                                                          |                                                          |                                                          |
| 606   | 606 | 606                                                      | 606                                                      | 606                                                      | 606                                                      | 606                                                      | 606                                                      | 606                                                      | 606                                                      |
| 606   | Bordj El Kiffan - Dergana ⥋ Aïn Taya |                                                          |                                                          |                                                          |                                                          |                                                          |                                                          |                                                          |                                                          |
| 606   | Ouverture / Fermeture — / — | Longueur —                                               | Durée —                                                  | Nb. d’arrêts —                                           | Matériel —                                               | Jours de fonctionnement —                                | Jour / Soir / Nuit / Fêtes — / — / — / —                 | Voy. / an —                                              | Dépôt —                                                  |
| 606   | Desserte : - Villes et lieux desservis : Bordj El Kiffan (Dergana) • Bordj El Bahri • El Marsa • Aïn Taya. - Stations et gares desservies :                                                                                              |                                                          |                                                          |                                                          |                                                          |                                                          |                                                          |                                                          |                                                          |
| 606   | Autre : - Amplitudes horaires : - Date de dernière mise à jour : |                                                          |                                                          |                                                          |                                                          |                                                          |                                                          |                                                          |                                                          |
| 606   | Dernière actualisation : — |                                                          |                                                          |                                                          |                                                          |                                                          |                                                          |                                                          |                                                          |
| 608   | 608 | 608                                                      | 608                                                      | 608                                                      | 608                                                      | 608                                                      | 608                                                      | 608                                                      | 608                                                      |
| 608   | Bordj El Kiffan - Dergana ⥋ El Harrach |                                                          |                                                          |                                                          |                                                          |                                                          |                                                          |                                                          |                                                          |
| 608   | Ouverture / Fermeture — / — | Longueur —                                               | Durée —                                                  | Nb. d’arrêts —                                           | Matériel —                                               | Jours de fonctionnement —                                | Jour / Soir / Nuit / Fêtes — / — / — / —                 | Voy. / an —                                              | Dépôt —                                                  |
| 608   | Desserte : - Villes et lieux desservis : Bordj El Kiffan (Dergana) • Bordj El Bahri • Rouïba • Dar El Beida • Bab Ezzouar • Mohammadia • Oued Smar • El Harrach. - Stations et gares desservies : El Harrach Centre ♦ Gare d'El Harrach. |                                                          |                                                          |                                                          |                                                          |                                                          |                                                          |                                                          |                                                          |
| 608   | Autre : - Amplitudes horaires : - Date de dernière mise à jour : |                                                          |                                                          |                                                          |                                                          |                                                          |                                                          |                                                          |                                                          |
| 608   | Dernière actualisation : — |                                                          |                                                          |                                                          |                                                          |                                                          |                                                          |                                                          |                                                          |
| 609   | 609 | 609                                                      | 609                                                      | 609                                                      | 609                                                      | 609                                                      | 609                                                      | 609                                                      | 609                                                      |
| 609   | Bordj El Kiffan - Dergana ⥋ Reghaïa |                                                          |                                                          |                                                          |                                                          |                                                          |                                                          |                                                          |                                                          |
| 609   | Ouverture / Fermeture — / — | Longueur —                                               | Durée —                                                  | Nb. d’arrêts —                                           | Matériel —                                               | Jours de fonctionnement —                                | Jour / Soir / Nuit / Fêtes — / — / — / —                 | Voy. / an —                                              | Dépôt —                                                  |
| 609   | Desserte : - Villes et lieux desservis : Bordj El Kiffan (Dergana) • Reghaïa. - Stations et gares desservies : |                                                          |                                                          |                                                          |                                                          |                                                          |                                                          |                                                          |                                                          |
| 609   | Autre : - Amplitudes horaires : - Date de dernière mise à jour : |                                                          |                                                          |                                                          |                                                          |                                                          |                                                          |                                                          |                                                          |
| 609   | Dernière actualisation : — |                                                          |                                                          |                                                          |                                                          |                                                          |                                                          |                                                          |                                                          |

### Lignes 610 à 619
| Ligne | Caractéristiques | Caractéristiques                                                                             | Caractéristiques                                                                             | Caractéristiques                                                                             | Caractéristiques                                                                             | Caractéristiques                                                                             | Caractéristiques                                                                             | Caractéristiques                                                                             | Caractéristiques                                                                             |
| 615   | 615 | 615                                                                                          | 615                                                                                          | 615                                                                                          | 615                                                                                          | 615                                                                                          | 615                                                                                          | 615                                                                                          | 615                                                                                          |
| 615   | Aïn Taya - Cité Diar Gharb ⥋ Aïn Taya - Station Aïn Taya / via Café Chergui (Bordj El Bahri)                                                                  | Aïn Taya - Cité Diar Gharb ⥋ Aïn Taya - Station Aïn Taya / via Café Chergui (Bordj El Bahri) | Aïn Taya - Cité Diar Gharb ⥋ Aïn Taya - Station Aïn Taya / via Café Chergui (Bordj El Bahri) | Aïn Taya - Cité Diar Gharb ⥋ Aïn Taya - Station Aïn Taya / via Café Chergui (Bordj El Bahri) | Aïn Taya - Cité Diar Gharb ⥋ Aïn Taya - Station Aïn Taya / via Café Chergui (Bordj El Bahri) | Aïn Taya - Cité Diar Gharb ⥋ Aïn Taya - Station Aïn Taya / via Café Chergui (Bordj El Bahri) | Aïn Taya - Cité Diar Gharb ⥋ Aïn Taya - Station Aïn Taya / via Café Chergui (Bordj El Bahri) | Aïn Taya - Cité Diar Gharb ⥋ Aïn Taya - Station Aïn Taya / via Café Chergui (Bordj El Bahri) | Aïn Taya - Cité Diar Gharb ⥋ Aïn Taya - Station Aïn Taya / via Café Chergui (Bordj El Bahri) |
| ----- | --- | -------------------------------------------------------------------------------------------- | -------------------------------------------------------------------------------------------- | -------------------------------------------------------------------------------------------- | -------------------------------------------------------------------------------------------- | -------------------------------------------------------------------------------------------- | -------------------------------------------------------------------------------------------- | -------------------------------------------------------------------------------------------- | -------------------------------------------------------------------------------------------- |
| 615   | Ouverture / Fermeture — / — | Longueur —                                                                                   | Durée —                                                                                      | Nb. d’arrêts —                                                                               | Matériel —                                                                                   | Jours de fonctionnement —                                                                    | Jour / Soir / Nuit / Fêtes — / — / — / —                                                     | Voy. / an —                                                                                  | Dépôt —                                                                                      |
| 615   | Desserte : - Villes et lieux desservis : Aïn Taya • Bordj El Bahri. - Stations et gares desservies :                                                          |                                                                                              |                                                                                              |                                                                                              |                                                                                              |                                                                                              |                                                                                              |                                                                                              |                                                                                              |
| 615   | Autre : - Amplitudes horaires : - Date de dernière mise à jour :                                                                                              |                                                                                              |                                                                                              |                                                                                              |                                                                                              |                                                                                              |                                                                                              |                                                                                              |                                                                                              |
| 615   | Dernière actualisation : — |                                                                                              |                                                                                              |                                                                                              |                                                                                              |                                                                                              |                                                                                              |                                                                                              |                                                                                              |
| 617   | 617 | 617                                                                                          | 617                                                                                          | 617                                                                                          | 617                                                                                          | 617                                                                                          | 617                                                                                          | 617                                                                                          | 617                                                                                          |
| 617   | Bordj El Kiffan - Dergana ⥋ Alger-Centre - Station 2 Mai |                                                                                              |                                                                                              |                                                                                              |                                                                                              |                                                                                              |                                                                                              |                                                                                              |                                                                                              |
| 617   | Ouverture / Fermeture — / — | Longueur —                                                                                   | Durée —                                                                                      | Nb. d’arrêts —                                                                               | Matériel —                                                                                   | Jours de fonctionnement —                                                                    | Jour / Soir / Nuit / Fêtes — / — / — / —                                                     | Voy. / an —                                                                                  | Dépôt —                                                                                      |
| 617   | Desserte : - Villes et lieux desservis : Bordj El Kiffan (Dergana) • Bordj El Bahri • Rouïba • Alger-Centre (Station 2 Mai). - Stations et gares desservies : |                                                                                              |                                                                                              |                                                                                              |                                                                                              |                                                                                              |                                                                                              |                                                                                              |                                                                                              |
| 617   | Autre : - Amplitudes horaires : - Date de dernière mise à jour :                                                                                              |                                                                                              |                                                                                              |                                                                                              |                                                                                              |                                                                                              |                                                                                              |                                                                                              |                                                                                              |
| 617   | Dernière actualisation : — |                                                                                              |                                                                                              |                                                                                              |                                                                                              |                                                                                              |                                                                                              |                                                                                              |                                                                                              |

### Lignes 620 à 629
| Ligne | Caractéristiques | Caractéristiques                     | Caractéristiques                     | Caractéristiques                     | Caractéristiques                     | Caractéristiques                     | Caractéristiques                         | Caractéristiques                     | Caractéristiques                     |
| 623   | 623 | 623                                  | 623                                  | 623                                  | 623                                  | 623                                  | 623                                      | 623                                  | 623                                  |
| 623   | Rouïba - Station de bus ⥋ El Harrach | Rouïba - Station de bus ⥋ El Harrach | Rouïba - Station de bus ⥋ El Harrach | Rouïba - Station de bus ⥋ El Harrach | Rouïba - Station de bus ⥋ El Harrach | Rouïba - Station de bus ⥋ El Harrach | Rouïba - Station de bus ⥋ El Harrach     | Rouïba - Station de bus ⥋ El Harrach | Rouïba - Station de bus ⥋ El Harrach |
| ----- | --- | ------------------------------------ | ------------------------------------ | ------------------------------------ | ------------------------------------ | ------------------------------------ | ---------------------------------------- | ------------------------------------ | ------------------------------------ |
| 623   | Ouverture / Fermeture — / — | Longueur —                           | Durée —                              | Nb. d’arrêts —                       | Matériel —                           | Jours de fonctionnement —            | Jour / Soir / Nuit / Fêtes — / — / — / — | Voy. / an —                          | Dépôt —                              |
| 623   | Desserte : - Villes et lieux desservis : Rouïba • Dar El Beida • Bab Ezzouar • Mohammadia • Oued Smar • El Harrach. - Stations et gares desservies : El Harrach Centre ♦ Gare d'El Harrach. |                                      |                                      |                                      |                                      |                                      |                                          |                                      |                                      |
| 623   | Autre : - Amplitudes horaires : - Date de dernière mise à jour : |                                      |                                      |                                      |                                      |                                      |                                          |                                      |                                      |
| 623   | Dernière actualisation : — |                                      |                                      |                                      |                                      |                                      |                                          |                                      |                                      |
| 624   | 624 | 624                                  | 624                                  | 624                                  | 624                                  | 624                                  | 624                                      | 624                                  | 624                                  |
| 624   | Rouïba ⥋ Réghaïa - Réghaïa Plage |                                      |                                      |                                      |                                      |                                      |                                          |                                      |                                      |
| 624   | Ouverture / Fermeture — / — | Longueur —                           | Durée —                              | Nb. d’arrêts —                       | Matériel —                           | Jours de fonctionnement —            | Jour / Soir / Nuit / Fêtes — / — / — / — | Voy. / an —                          | Dépôt —                              |
| 624   | Desserte : - Villes et lieux desservis : Rouïba • Réghaïa. - Stations et gares desservies :                                                                                                 |                                      |                                      |                                      |                                      |                                      |                                          |                                      |                                      |
| 624   | Autre : - Amplitudes horaires : - Date de dernière mise à jour : |                                      |                                      |                                      |                                      |                                      |                                          |                                      |                                      |
| 624   | Dernière actualisation : — |                                      |                                      |                                      |                                      |                                      |                                          |                                      |                                      |
| 625   | 625 | 625                                  | 625                                  | 625                                  | 625                                  | 625                                  | 625                                      | 625                                  | 625                                  |
| 625   | Rouïba ⥋ Alger-Centre - Station 2 Mai |                                      |                                      |                                      |                                      |                                      |                                          |                                      |                                      |
| 625   | Ouverture / Fermeture — / — | Longueur —                           | Durée —                              | Nb. d’arrêts —                       | Matériel —                           | Jours de fonctionnement —            | Jour / Soir / Nuit / Fêtes — / — / — / — | Voy. / an —                          | Dépôt —                              |
| 625   | Desserte : - Villes et lieux desservis : Rouïba • Alger-Centre (Station 2 Mai). - Stations et gares desservies :                                                                            |                                      |                                      |                                      |                                      |                                      |                                          |                                      |                                      |
| 625   | Autre : - Amplitudes horaires : - Date de dernière mise à jour : |                                      |                                      |                                      |                                      |                                      |                                          |                                      |                                      |
| 625   | Dernière actualisation : — |                                      |                                      |                                      |                                      |                                      |                                          |                                      |                                      |
| 626   | 626 | 626                                  | 626                                  | 626                                  | 626                                  | 626                                  | 626                                      | 626                                  | 626                                  |
| 626   | Rouïba ⥋ Réghaïa - El Kerrouch, via Aïn Taya |                                      |                                      |                                      |                                      |                                      |                                          |                                      |                                      |
| 626   | Ouverture / Fermeture — / — | Longueur —                           | Durée —                              | Nb. d’arrêts —                       | Matériel —                           | Jours de fonctionnement —            | Jour / Soir / Nuit / Fêtes — / — / — / — | Voy. / an —                          | Dépôt —                              |
| 626   | Desserte : - Villes et lieux desservis : Rouïba • Aïn Taya • H'raoua • Réghaïa. - Stations et gares desservies :                                                                            |                                      |                                      |                                      |                                      |                                      |                                          |                                      |                                      |
| 626   | Autre : - Amplitudes horaires : - Date de dernière mise à jour : |                                      |                                      |                                      |                                      |                                      |                                          |                                      |                                      |
| 626   | Dernière actualisation : — |                                      |                                      |                                      |                                      |                                      |                                          |                                      |                                      |
| 627   | 627 | 627                                  | 627                                  | 627                                  | 627                                  | 627                                  | 627                                      | 627                                  | 627                                  |
| 627   | Hammedi ⥋ Rouïba / Ouled Laid |                                      |                                      |                                      |                                      |                                      |                                          |                                      |                                      |
| 627   | Ouverture / Fermeture — / — | Longueur —                           | Durée —                              | Nb. d’arrêts —                       | Matériel —                           | Jours de fonctionnement —            | Jour / Soir / Nuit / Fêtes — / — / — / — | Voy. / an —                          | Dépôt —                              |
| 627   | Desserte : - Villes et lieux desservis : Hammedi • Rouïba. - Stations et gares desservies :                                                                                                 |                                      |                                      |                                      |                                      |                                      |                                          |                                      |                                      |
| 627   | Autre : - Amplitudes horaires : - Date de dernière mise à jour : |                                      |                                      |                                      |                                      |                                      |                                          |                                      |                                      |
| 627   | Dernière actualisation : — |                                      |                                      |                                      |                                      |                                      |                                          |                                      |                                      |
| 628   | 628 | 628                                  | 628                                  | 628                                  | 628                                  | 628                                  | 628                                      | 628                                  | 628                                  |
| 628   | Hammedi ⥋ Rouïba / Ben Amar |                                      |                                      |                                      |                                      |                                      |                                          |                                      |                                      |
| 628   | Ouverture / Fermeture — / — | Longueur —                           | Durée —                              | Nb. d’arrêts —                       | Matériel —                           | Jours de fonctionnement —            | Jour / Soir / Nuit / Fêtes — / — / — / — | Voy. / an —                          | Dépôt —                              |
| 628   | Desserte : - Villes et lieux desservis : Hammedi • Rouïba. - Stations et gares desservies :                                                                                                 |                                      |                                      |                                      |                                      |                                      |                                          |                                      |                                      |
| 628   | Autre : - Amplitudes horaires : - Date de dernière mise à jour : |                                      |                                      |                                      |                                      |                                      |                                          |                                      |                                      |
| 628   | Dernière actualisation : — |                                      |                                      |                                      |                                      |                                      |                                          |                                      |                                      |
| 629   | 629 | 629                                  | 629                                  | 629                                  | 629                                  | 629                                  | 629                                      | 629                                  | 629                                  |
| 629   | Hammedi ⥋ Alger-Centre - Station 2 Mai |                                      |                                      |                                      |                                      |                                      |                                          |                                      |                                      |
| 629   | Ouverture / Fermeture — / — | Longueur —                           | Durée —                              | Nb. d’arrêts —                       | Matériel —                           | Jours de fonctionnement —            | Jour / Soir / Nuit / Fêtes — / — / — / — | Voy. / an —                          | Dépôt —                              |
| 629   | Desserte : - Villes et lieux desservis : Hammedi • Alger-Centre. - Stations et gares desservies :                                                                                           |                                      |                                      |                                      |                                      |                                      |                                          |                                      |                                      |
| 629   | Autre : - Amplitudes horaires : - Date de dernière mise à jour : |                                      |                                      |                                      |                                      |                                      |                                          |                                      |                                      |
| 629   | Dernière actualisation : — |                                      |                                      |                                      |                                      |                                      |                                          |                                      |                                      |

### Lignes 630 à 639
| Ligne | Caractéristiques                                                                                            | Caractéristiques     | Caractéristiques     | Caractéristiques     | Caractéristiques     | Caractéristiques          | Caractéristiques                         | Caractéristiques     | Caractéristiques     |
| 630   | 630 | 630                  | 630                  | 630                  | 630                  | 630                       | 630                                      | 630                  | 630                  |
| 630   | Hammedi ⥋ El Harrach                                                                                        | Hammedi ⥋ El Harrach | Hammedi ⥋ El Harrach | Hammedi ⥋ El Harrach | Hammedi ⥋ El Harrach | Hammedi ⥋ El Harrach      | Hammedi ⥋ El Harrach                     | Hammedi ⥋ El Harrach | Hammedi ⥋ El Harrach |
| ----- | --- | -------------------- | -------------------- | -------------------- | -------------------- | ------------------------- | ---------------------------------------- | -------------------- | -------------------- |
| 630   | Ouverture / Fermeture — / —                                                                                 | Longueur —           | Durée —              | Nb. d’arrêts —       | Matériel —           | Jours de fonctionnement — | Jour / Soir / Nuit / Fêtes — / — / — / — | Voy. / an —          | Dépôt —              |
| 630   | Desserte : - Villes et lieux desservis : Hammedi • El Harrach. - Stations et gares desservies :             |                      |                      |                      |                      |                           |                                          |                      |                      |
| 630   | Autre : - Amplitudes horaires : - Date de dernière mise à jour :                                            |                      |                      |                      |                      |                           |                                          |                      |                      |
| 630   | Dernière actualisation : —                                                                                  |                      |                      |                      |                      |                           |                                          |                      |                      |
| 631   | 631 | 631                  | 631                  | 631                  | 631                  | 631                       | 631                                      | 631                  | 631                  |
| 631   | Rouïba - Station de bus ⥋ Rouïba - Benchoubane                                                              |                      |                      |                      |                      |                           |                                          |                      |                      |
| 631   | Ouverture / Fermeture — / —                                                                                 | Longueur —           | Durée —              | Nb. d’arrêts —       | Matériel —           | Jours de fonctionnement — | Jour / Soir / Nuit / Fêtes — / — / — / — | Voy. / an —          | Dépôt —              |
| 631   | Desserte : - Villes et lieux desservis : Rouïba. - Stations et gares desservies : Gare de Rouïba.           |                      |                      |                      |                      |                           |                                          |                      |                      |
| 631   | Autre : - Amplitudes horaires : - Date de dernière mise à jour :                                            |                      |                      |                      |                      |                           |                                          |                      |                      |
| 631   | Dernière actualisation : —                                                                                  |                      |                      |                      |                      |                           |                                          |                      |                      |
| 632   | 632 | 632                  | 632                  | 632                  | 632                  | 632                       | 632                                      | 632                  | 632                  |
| 632   | Rouïba - Station de bus ⥋ Réghaïa - El Kerrouch                                                             |                      |                      |                      |                      |                           |                                          |                      |                      |
| 632   | Ouverture / Fermeture — / —                                                                                 | Longueur —           | Durée —              | Nb. d’arrêts —       | Matériel —           | Jours de fonctionnement — | Jour / Soir / Nuit / Fêtes — / — / — / — | Voy. / an —          | Dépôt —              |
| 632   | Desserte : - Villes et lieux desservis : Rouïba • Réghaïa. - Stations et gares desservies : Gare de Rouïba. |                      |                      |                      |                      |                           |                                          |                      |                      |
| 632   | Autre : - Amplitudes horaires : - Date de dernière mise à jour :                                            |                      |                      |                      |                      |                           |                                          |                      |                      |
| 632   | Dernière actualisation : —                                                                                  |                      |                      |                      |                      |                           |                                          |                      |                      |

### Lignes 640 à 649
| Ligne | Caractéristiques | Caractéristiques    | Caractéristiques    | Caractéristiques    | Caractéristiques    | Caractéristiques          | Caractéristiques                         | Caractéristiques    | Caractéristiques    |
| 641   | 641 | 641                 | 641                 | 641                 | 641                 | 641                       | 641                                      | 641                 | 641                 |
| 641   | Baraki ⥋ Ben Aknoun | Baraki ⥋ Ben Aknoun | Baraki ⥋ Ben Aknoun | Baraki ⥋ Ben Aknoun | Baraki ⥋ Ben Aknoun | Baraki ⥋ Ben Aknoun       | Baraki ⥋ Ben Aknoun                      | Baraki ⥋ Ben Aknoun | Baraki ⥋ Ben Aknoun |
| ----- | --- | ------------------- | ------------------- | ------------------- | ------------------- | ------------------------- | ---------------------------------------- | ------------------- | ------------------- |
| 641   | Ouverture / Fermeture — / — | Longueur —          | Durée —             | Nb. d’arrêts —      | Matériel —          | Jours de fonctionnement — | Jour / Soir / Nuit / Fêtes — / — / — / — | Voy. / an —         | Dépôt —             |
| 641   | Desserte : - Villes et lieux desservis : Baraki • Djasr Kasentina • Bir Mourad Raïs • Ben Aknoun. - Stations et gares desservies : gare de Aïn Naâdja. |                     |                     |                     |                     |                           |                                          |                     |                     |
| 641   | Autre : - Amplitudes horaires : - Date de dernière mise à jour :                                                                                       |                     |                     |                     |                     |                           |                                          |                     |                     |
| 641   | Dernière actualisation : — |                     |                     |                     |                     |                           |                                          |                     |                     |
| 642   | 642 | 642                 | 642                 | 642                 | 642                 | 642                       | 642                                      | 642                 | 642                 |
| 642   | Baraki ⥋ Alger-Centre - Station 2 Mai |                     |                     |                     |                     |                           |                                          |                     |                     |
| 642   | Ouverture / Fermeture — / — | Longueur —          | Durée —             | Nb. d’arrêts —      | Matériel —          | Jours de fonctionnement — | Jour / Soir / Nuit / Fêtes — / — / — / — | Voy. / an —         | Dépôt —             |
| 642   | Desserte : - Villes et lieux desservis : Baraki • Alger-Centre (Station 2 Mai). - Stations et gares desservies :                                       |                     |                     |                     |                     |                           |                                          |                     |                     |
| 642   | Autre : - Amplitudes horaires : - Date de dernière mise à jour :                                                                                       |                     |                     |                     |                     |                           |                                          |                     |                     |
| 642   | Dernière actualisation : — |                     |                     |                     |                     |                           |                                          |                     |                     |
| 643   | 643 | 643                 | 643                 | 643                 | 643                 | 643                       | 643                                      | 643                 | 643                 |
| 643   | Baraki ⥋ El Harrach |                     |                     |                     |                     |                           |                                          |                     |                     |
| 643   | Ouverture / Fermeture — / — | Longueur —          | Durée —             | Nb. d’arrêts —      | Matériel —          | Jours de fonctionnement — | Jour / Soir / Nuit / Fêtes — / — / — / — | Voy. / an —         | Dépôt —             |
| 643   | Desserte : - Villes et lieux desservis : Baraki • El Harrach. - Stations et gares desservies : El Harrach Centre.                                      |                     |                     |                     |                     |                           |                                          |                     |                     |
| 643   | Autre : - Amplitudes horaires : - Date de dernière mise à jour :                                                                                       |                     |                     |                     |                     |                           |                                          |                     |                     |
| 643   | Dernière actualisation : — |                     |                     |                     |                     |                           |                                          |                     |                     |
| 644   | 644 | 644                 | 644                 | 644                 | 644                 | 644                       | 644                                      | 644                 | 644                 |
| 644   | Baraki ⥋ Les Eucalyptus |                     |                     |                     |                     |                           |                                          |                     |                     |
| 644   | Ouverture / Fermeture — / — | Longueur —          | Durée —             | Nb. d’arrêts —      | Matériel —          | Jours de fonctionnement — | Jour / Soir / Nuit / Fêtes — / — / — / — | Voy. / an —         | Dépôt —             |
| 644   | Desserte : - Villes et lieux desservis : Baraki • Les Eucalyptus. - Stations et gares desservies :                                                     |                     |                     |                     |                     |                           |                                          |                     |                     |
| 644   | Autre : - Amplitudes horaires : - Date de dernière mise à jour :                                                                                       |                     |                     |                     |                     |                           |                                          |                     |                     |
| 644   | Dernière actualisation : — |                     |                     |                     |                     |                           |                                          |                     |                     |
| 645   | 645 | 645                 | 645                 | 645                 | 645                 | 645                       | 645                                      | 645                 | 645                 |
| 645   | Baraki ⥋ Bir Mourad Rais |                     |                     |                     |                     |                           |                                          |                     |                     |
| 645   | Ouverture / Fermeture — / — | Longueur —          | Durée —             | Nb. d’arrêts —      | Matériel —          | Jours de fonctionnement — | Jour / Soir / Nuit / Fêtes — / — / — / — | Voy. / an —         | Dépôt —             |
| 645   | Desserte : - Villes et lieux desservis : Baraki • Bir Mourad Rais. - Stations et gares desservies :                                                    |                     |                     |                     |                     |                           |                                          |                     |                     |
| 645   | Autre : - Amplitudes horaires : - Date de dernière mise à jour :                                                                                       |                     |                     |                     |                     |                           |                                          |                     |                     |
| 645   | Dernière actualisation : — |                     |                     |                     |                     |                           |                                          |                     |                     |
| 646   | 646 | 646                 | 646                 | 646                 | 646                 | 646                       | 646                                      | 646                 | 646                 |
| 646   | Baraki ⥋ Kouba - Ben Omar |                     |                     |                     |                     |                           |                                          |                     |                     |
| 646   | Ouverture / Fermeture — / — | Longueur —          | Durée —             | Nb. d’arrêts —      | Matériel —          | Jours de fonctionnement — | Jour / Soir / Nuit / Fêtes — / — / — / — | Voy. / an —         | Dépôt —             |
| 646   | Desserte : - Villes et lieux desservis : Baraki • Kouba. - Stations et gares desservies :                                                              |                     |                     |                     |                     |                           |                                          |                     |                     |
| 646   | Autre : - Amplitudes horaires : - Date de dernière mise à jour :                                                                                       |                     |                     |                     |                     |                           |                                          |                     |                     |
| 646   | Dernière actualisation : — |                     |                     |                     |                     |                           |                                          |                     |                     |
| 647   | 647 | 647                 | 647                 | 647                 | 647                 | 647                       | 647                                      | 647                 | 647                 |
| 647   | Baraki ⥋ Birkhadem |                     |                     |                     |                     |                           |                                          |                     |                     |
| 647   | Ouverture / Fermeture — / — | Longueur —          | Durée —             | Nb. d’arrêts —      | Matériel —          | Jours de fonctionnement — | Jour / Soir / Nuit / Fêtes — / — / — / — | Voy. / an —         | Dépôt —             |
| 647   | Desserte : - Villes et lieux desservis : Baraki • Birkhadem. - Stations et gares desservies :                                                          |                     |                     |                     |                     |                           |                                          |                     |                     |
| 647   | Autre : - Amplitudes horaires : - Date de dernière mise à jour :                                                                                       |                     |                     |                     |                     |                           |                                          |                     |                     |
| 647   | Dernière actualisation : — |                     |                     |                     |                     |                           |                                          |                     |                     |
| 648   | 648 | 648                 | 648                 | 648                 | 648                 | 648                       | 648                                      | 648                 | 648                 |
| 648   | Sidi Moussa ⥋ Alger-Centre - Station 2 Mai |                     |                     |                     |                     |                           |                                          |                     |                     |
| 648   | Ouverture / Fermeture — / — | Longueur —          | Durée —             | Nb. d’arrêts —      | Matériel —          | Jours de fonctionnement — | Jour / Soir / Nuit / Fêtes — / — / — / — | Voy. / an —         | Dépôt —             |
| 648   | Desserte : - Villes et lieux desservis : Sidi Moussa • Alger-Centre. - Stations et gares desservies :                                                  |                     |                     |                     |                     |                           |                                          |                     |                     |
| 648   | Autre : - Amplitudes horaires : - Date de dernière mise à jour :                                                                                       |                     |                     |                     |                     |                           |                                          |                     |                     |
| 648   | Dernière actualisation : — |                     |                     |                     |                     |                           |                                          |                     |                     |

### Lignes 650 à 659
| Ligne | Caractéristiques | Caractéristiques                                         | Caractéristiques                                         | Caractéristiques                                         | Caractéristiques                                         | Caractéristiques                                         | Caractéristiques                                         | Caractéristiques                                         | Caractéristiques                                         |
| 651   | 651 | 651                                                      | 651                                                      | 651                                                      | 651                                                      | 651                                                      | 651                                                      | 651                                                      | 651                                                      |
| 651   | Djasr Kasentina - Aïn Naâdja, via Birkhadem ⥋ Ben Aknoun                                                                                                   | Djasr Kasentina - Aïn Naâdja, via Birkhadem ⥋ Ben Aknoun | Djasr Kasentina - Aïn Naâdja, via Birkhadem ⥋ Ben Aknoun | Djasr Kasentina - Aïn Naâdja, via Birkhadem ⥋ Ben Aknoun | Djasr Kasentina - Aïn Naâdja, via Birkhadem ⥋ Ben Aknoun | Djasr Kasentina - Aïn Naâdja, via Birkhadem ⥋ Ben Aknoun | Djasr Kasentina - Aïn Naâdja, via Birkhadem ⥋ Ben Aknoun | Djasr Kasentina - Aïn Naâdja, via Birkhadem ⥋ Ben Aknoun | Djasr Kasentina - Aïn Naâdja, via Birkhadem ⥋ Ben Aknoun |
| ----- | --- | -------------------------------------------------------- | -------------------------------------------------------- | -------------------------------------------------------- | -------------------------------------------------------- | -------------------------------------------------------- | -------------------------------------------------------- | -------------------------------------------------------- | -------------------------------------------------------- |
| 651   | Ouverture / Fermeture — / — | Longueur —                                               | Durée —                                                  | Nb. d’arrêts —                                           | Matériel —                                               | Jours de fonctionnement —                                | Jour / Soir / Nuit / Fêtes — / — / — / —                 | Voy. / an —                                              | Dépôt —                                                  |
| 651   | Desserte : - Villes et lieux desservis : Djasr Kasentina (Aïn Naâdja) • Birkhadem • Bir Mourad Raïs • Ben Aknoun. - Stations et gares desservies :         |                                                          |                                                          |                                                          |                                                          |                                                          |                                                          |                                                          |                                                          |
| 651   | Autre : - Amplitudes horaires : - Date de dernière mise à jour :                                                                                           |                                                          |                                                          |                                                          |                                                          |                                                          |                                                          |                                                          |                                                          |
| 651   | Dernière actualisation : — |                                                          |                                                          |                                                          |                                                          |                                                          |                                                          |                                                          |                                                          |
| 652   | 652 | 652                                                      | 652                                                      | 652                                                      | 652                                                      | 652                                                      | 652                                                      | 652                                                      | 652                                                      |
| 652   | Djasr Kasentina - Aïn Naâdja ⥋ Bir Mourad Raïs, via Aïn Malha                                                                                              |                                                          |                                                          |                                                          |                                                          |                                                          |                                                          |                                                          |                                                          |
| 652   | Ouverture / Fermeture — / — | Longueur —                                               | Durée —                                                  | Nb. d’arrêts —                                           | Matériel —                                               | Jours de fonctionnement —                                | Jour / Soir / Nuit / Fêtes — / — / — / —                 | Voy. / an —                                              | Dépôt —                                                  |
| 652   | Desserte : - Villes et lieux desservis : Djasr Kasentina (Aïn Naâdja, Aïn Malha) • Birkhadem • Bir Mourad Raïs. - Stations et gares desservies :           |                                                          |                                                          |                                                          |                                                          |                                                          |                                                          |                                                          |                                                          |
| 652   | Autre : - Amplitudes horaires : - Date de dernière mise à jour :                                                                                           |                                                          |                                                          |                                                          |                                                          |                                                          |                                                          |                                                          |                                                          |
| 652   | Dernière actualisation : — |                                                          |                                                          |                                                          |                                                          |                                                          |                                                          |                                                          |                                                          |
| 653   | 653 | 653                                                      | 653                                                      | 653                                                      | 653                                                      | 653                                                      | 653                                                      | 653                                                      | 653                                                      |
| 653   | Djasr Kasentina - Aïn Naâdja ⥋ Kouba - Vieux Kouba |                                                          |                                                          |                                                          |                                                          |                                                          |                                                          |                                                          |                                                          |
| 653   | Ouverture / Fermeture — / — | Longueur —                                               | Durée —                                                  | Nb. d’arrêts —                                           | Matériel —                                               | Jours de fonctionnement —                                | Jour / Soir / Nuit / Fêtes — / — / — / —                 | Voy. / an —                                              | Dépôt —                                                  |
| 653   | Desserte : - Villes et lieux desservis : Djasr Kasentina (Aïn Naâdja) • Kouba (Vieux Kouba). - Stations et gares desservies :                              |                                                          |                                                          |                                                          |                                                          |                                                          |                                                          |                                                          |                                                          |
| 653   | Autre : - Amplitudes horaires : - Date de dernière mise à jour :                                                                                           |                                                          |                                                          |                                                          |                                                          |                                                          |                                                          |                                                          |                                                          |
| 653   | Dernière actualisation : — |                                                          |                                                          |                                                          |                                                          |                                                          |                                                          |                                                          |                                                          |
| 656   | 656 | 656                                                      | 656                                                      | 656                                                      | 656                                                      | 656                                                      | 656                                                      | 656                                                      | 656                                                      |
| 656   | Djasr Kasentina - Aïn Naâdja ⥋ Hussein Dey - Gare routière du Caroubier                                                                                    |                                                          |                                                          |                                                          |                                                          |                                                          |                                                          |                                                          |                                                          |
| 656   | Ouverture / Fermeture — / — | Longueur —                                               | Durée —                                                  | Nb. d’arrêts —                                           | Matériel —                                               | Jours de fonctionnement —                                | Jour / Soir / Nuit / Fêtes — / — / — / —                 | Voy. / an —                                              | Dépôt —                                                  |
| 656   | Desserte : - Villes et lieux desservis : Djasr Kasentina (Aïn Naâdja) • Kouba • Hussein Dey (Gare routière du Caroubier). - Stations et gares desservies : |                                                          |                                                          |                                                          |                                                          |                                                          |                                                          |                                                          |                                                          |
| 656   | Autre : - Amplitudes horaires : - Date de dernière mise à jour :                                                                                           |                                                          |                                                          |                                                          |                                                          |                                                          |                                                          |                                                          |                                                          |
| 656   | Dernière actualisation : — |                                                          |                                                          |                                                          |                                                          |                                                          |                                                          |                                                          |                                                          |

### Lignes 670 à 679
| Ligne | Caractéristiques | Caractéristiques           | Caractéristiques           | Caractéristiques           | Caractéristiques           | Caractéristiques           | Caractéristiques                         | Caractéristiques           | Caractéristiques           |
| 671   | 671 | 671                        | 671                        | 671                        | 671                        | 671                        | 671                                      | 671                        | 671                        |
| 671   | Birtouta ⥋ Bir Mourad Raïs                                                                                           | Birtouta ⥋ Bir Mourad Raïs | Birtouta ⥋ Bir Mourad Raïs | Birtouta ⥋ Bir Mourad Raïs | Birtouta ⥋ Bir Mourad Raïs | Birtouta ⥋ Bir Mourad Raïs | Birtouta ⥋ Bir Mourad Raïs               | Birtouta ⥋ Bir Mourad Raïs | Birtouta ⥋ Bir Mourad Raïs |
| ----- | --- | -------------------------- | -------------------------- | -------------------------- | -------------------------- | -------------------------- | ---------------------------------------- | -------------------------- | -------------------------- |
| 671   | Ouverture / Fermeture — / —                                                                                          | Longueur —                 | Durée —                    | Nb. d’arrêts —             | Matériel —                 | Jours de fonctionnement —  | Jour / Soir / Nuit / Fêtes — / — / — / — | Voy. / an —                | Dépôt —                    |
| 671   | Desserte : - Villes et lieux desservis : Birtouta • Bir Mourad Raïs. - Stations et gares desservies :                |                            |                            |                            |                            |                            |                                          |                            |                            |
| 671   | Autre : - Amplitudes horaires : - Date de dernière mise à jour :                                                     |                            |                            |                            |                            |                            |                                          |                            |                            |
| 671   | Dernière actualisation : —                                                                                           |                            |                            |                            |                            |                            |                                          |                            |                            |
| 674   | 674 | 674                        | 674                        | 674                        | 674                        | 674                        | 674                                      | 674                        | 674                        |
| 674   | Birtouta ⥋ Ben Aknoun                                                                                                |                            |                            |                            |                            |                            |                                          |                            |                            |
| 674   | Ouverture / Fermeture — / —                                                                                          | Longueur —                 | Durée —                    | Nb. d’arrêts —             | Matériel —                 | Jours de fonctionnement —  | Jour / Soir / Nuit / Fêtes — / — / — / — | Voy. / an —                | Dépôt —                    |
| 674   | Desserte : - Villes et lieux desservis : Birtouta • Ben Aknoun. - Stations et gares desservies :                     |                            |                            |                            |                            |                            |                                          |                            |                            |
| 674   | Autre : - Amplitudes horaires : - Date de dernière mise à jour :                                                     |                            |                            |                            |                            |                            |                                          |                            |                            |
| 674   | Dernière actualisation : —                                                                                           |                            |                            |                            |                            |                            |                                          |                            |                            |
| 675   | 675 | 675                        | 675                        | 675                        | 675                        | 675                        | 675                                      | 675                        | 675                        |
| 675   | Birtouta ⥋ Baraki |                            |                            |                            |                            |                            |                                          |                            |                            |
| 675   | Ouverture / Fermeture — / —                                                                                          | Longueur —                 | Durée —                    | Nb. d’arrêts —             | Matériel —                 | Jours de fonctionnement —  | Jour / Soir / Nuit / Fêtes — / — / — / — | Voy. / an —                | Dépôt —                    |
| 675   | Desserte : - Villes et lieux desservis : Birtouta • Saoula • Baraki. - Stations et gares desservies :                |                            |                            |                            |                            |                            |                                          |                            |                            |
| 675   | Autre : - Amplitudes horaires : - Date de dernière mise à jour :                                                     |                            |                            |                            |                            |                            |                                          |                            |                            |
| 675   | Dernière actualisation : —                                                                                           |                            |                            |                            |                            |                            |                                          |                            |                            |
| 676   | 676 | 676                        | 676                        | 676                        | 676                        | 676                        | 676                                      | 676                        | 676                        |
| 676   | Birtouta ⥋ Ouled Chebel                                                                                              |                            |                            |                            |                            |                            |                                          |                            |                            |
| 676   | Ouverture / Fermeture — / —                                                                                          | Longueur —                 | Durée —                    | Nb. d’arrêts —             | Matériel —                 | Jours de fonctionnement —  | Jour / Soir / Nuit / Fêtes — / — / — / — | Voy. / an —                | Dépôt —                    |
| 676   | Desserte : - Villes et lieux desservis : Birtouta • Ouled Chebel. - Stations et gares desservies : Gare de Birtouta. |                            |                            |                            |                            |                            |                                          |                            |                            |
| 676   | Autre : - Amplitudes horaires : - Date de dernière mise à jour :                                                     |                            |                            |                            |                            |                            |                                          |                            |                            |
| 676   | Dernière actualisation : —                                                                                           |                            |                            |                            |                            |                            |                                          |                            |                            |

### Lignes 680 à 689
| Ligne | Caractéristiques | Caractéristiques                     | Caractéristiques                     | Caractéristiques                     | Caractéristiques                     | Caractéristiques                     | Caractéristiques                         | Caractéristiques                     | Caractéristiques                     |
| 681   | 681 | 681                                  | 681                                  | 681                                  | 681                                  | 681                                  | 681                                      | 681                                  | 681                                  |
| 681   | El Harrach ⥋ Birtouta - Sidi M'hamed | El Harrach ⥋ Birtouta - Sidi M'hamed | El Harrach ⥋ Birtouta - Sidi M'hamed | El Harrach ⥋ Birtouta - Sidi M'hamed | El Harrach ⥋ Birtouta - Sidi M'hamed | El Harrach ⥋ Birtouta - Sidi M'hamed | El Harrach ⥋ Birtouta - Sidi M'hamed     | El Harrach ⥋ Birtouta - Sidi M'hamed | El Harrach ⥋ Birtouta - Sidi M'hamed |
| ----- | --- | ------------------------------------ | ------------------------------------ | ------------------------------------ | ------------------------------------ | ------------------------------------ | ---------------------------------------- | ------------------------------------ | ------------------------------------ |
| 681   | Ouverture / Fermeture — / — | Longueur —                           | Durée —                              | Nb. d’arrêts —                       | Matériel —                           | Jours de fonctionnement —            | Jour / Soir / Nuit / Fêtes — / — / — / — | Voy. / an —                          | Dépôt —                              |
| 681   | Desserte : - Villes et lieux desservis : El Harrach • Birtouta (Sidi M'hamed). - Stations et gares desservies : El Harrach Centre ♦ Gare du Gué de Constantine (à proximité). |                                      |                                      |                                      |                                      |                                      |                                          |                                      |                                      |
| 681   | Autre : - Amplitudes horaires : - Date de dernière mise à jour : |                                      |                                      |                                      |                                      |                                      |                                          |                                      |                                      |
| 681   | Dernière actualisation : — |                                      |                                      |                                      |                                      |                                      |                                          |                                      |                                      |
| 682   | 682 | 682                                  | 682                                  | 682                                  | 682                                  | 682                                  | 682                                      | 682                                  | 682                                  |
| 682   | Place Aïssat Idir ⥋ Djasr Kasentina - Cité Aïn Malha |                                      |                                      |                                      |                                      |                                      |                                          |                                      |                                      |
| 682   | Ouverture / Fermeture — / — | Longueur —                           | Durée —                              | Nb. d’arrêts —                       | Matériel —                           | Jours de fonctionnement —            | Jour / Soir / Nuit / Fêtes — / — / — / — | Voy. / an —                          | Dépôt —                              |
| 682   | Desserte : - Villes et lieux desservis : Sidi M'Hamed • Djasr Kasentina (Cité Aïn Malha). - Stations et gares desservies : Place Aïssat Idir.                                 |                                      |                                      |                                      |                                      |                                      |                                          |                                      |                                      |
| 682   | Autre : - Amplitudes horaires : - Date de dernière mise à jour : |                                      |                                      |                                      |                                      |                                      |                                          |                                      |                                      |
| 682   | Dernière actualisation : — |                                      |                                      |                                      |                                      |                                      |                                          |                                      |                                      |
| 683   | 683 | 683                                  | 683                                  | 683                                  | 683                                  | 683                                  | 683                                      | 683                                  | 683                                  |
| 683   | Les Eucalyptus ⥋ Baraki, via Ronda |                                      |                                      |                                      |                                      |                                      |                                          |                                      |                                      |
| 683   | Ouverture / Fermeture — / — | Longueur —                           | Durée —                              | Nb. d’arrêts —                       | Matériel —                           | Jours de fonctionnement —            | Jour / Soir / Nuit / Fêtes — / — / — / — | Voy. / an —                          | Dépôt —                              |
| 683   | Desserte : - Villes et lieux desservis : Les Eucalyptus • Sidi Moussa • Baraki. - Stations et gares desservies :                                                              |                                      |                                      |                                      |                                      |                                      |                                          |                                      |                                      |
| 683   | Autre : - Amplitudes horaires : - Date de dernière mise à jour : |                                      |                                      |                                      |                                      |                                      |                                          |                                      |                                      |
| 683   | Dernière actualisation : — |                                      |                                      |                                      |                                      |                                      |                                          |                                      |                                      |
| 684   | 684 | 684                                  | 684                                  | 684                                  | 684                                  | 684                                  | 684                                      | 684                                  | 684                                  |
| 684   | Les Eucalyptus ⥋ El Harrach |                                      |                                      |                                      |                                      |                                      |                                          |                                      |                                      |
| 684   | Ouverture / Fermeture — / — | Longueur —                           | Durée —                              | Nb. d’arrêts —                       | Matériel —                           | Jours de fonctionnement —            | Jour / Soir / Nuit / Fêtes — / — / — / — | Voy. / an —                          | Dépôt —                              |
| 684   | Desserte : - Villes et lieux desservis : Les Eucalyptus • El Harrach. - Stations et gares desservies : El Harrach Centre.                                                     |                                      |                                      |                                      |                                      |                                      |                                          |                                      |                                      |
| 684   | Autre : - Amplitudes horaires : - Date de dernière mise à jour : |                                      |                                      |                                      |                                      |                                      |                                          |                                      |                                      |
| 684   | Dernière actualisation : — |                                      |                                      |                                      |                                      |                                      |                                          |                                      |                                      |

### Lignes 690 à 699
| Ligne | Caractéristiques | Caractéristiques                                           | Caractéristiques                                           | Caractéristiques                                           | Caractéristiques                                           | Caractéristiques                                           | Caractéristiques                                           | Caractéristiques                                           | Caractéristiques                                           |
| 690   | 690 | 690                                                        | 690                                                        | 690                                                        | 690                                                        | 690                                                        | 690                                                        | 690                                                        | 690                                                        |
| 690   | Alger-Centre - Station 2 Mai ⥋ Khraicia - Haouch El Gazouz | Alger-Centre - Station 2 Mai ⥋ Khraicia - Haouch El Gazouz | Alger-Centre - Station 2 Mai ⥋ Khraicia - Haouch El Gazouz | Alger-Centre - Station 2 Mai ⥋ Khraicia - Haouch El Gazouz | Alger-Centre - Station 2 Mai ⥋ Khraicia - Haouch El Gazouz | Alger-Centre - Station 2 Mai ⥋ Khraicia - Haouch El Gazouz | Alger-Centre - Station 2 Mai ⥋ Khraicia - Haouch El Gazouz | Alger-Centre - Station 2 Mai ⥋ Khraicia - Haouch El Gazouz | Alger-Centre - Station 2 Mai ⥋ Khraicia - Haouch El Gazouz |
| ----- | --- | ---------------------------------------------------------- | ---------------------------------------------------------- | ---------------------------------------------------------- | ---------------------------------------------------------- | ---------------------------------------------------------- | ---------------------------------------------------------- | ---------------------------------------------------------- | ---------------------------------------------------------- |
| 690   | Ouverture / Fermeture — / — | Longueur —                                                 | Durée —                                                    | Nb. d’arrêts —                                             | Matériel —                                                 | Jours de fonctionnement —                                  | Jour / Soir / Nuit / Fêtes — / — / — / —                   | Voy. / an —                                                | Dépôt —                                                    |
| 690   | Desserte : - Villes et lieux desservis : Alger-Centre (Station 2 Mai) • Kouba • Bir Mourad Raïs • Djasr Kasentina • Saoula • Khraicia (Haouch El Gazouz). - Stations et gares desservies :                     |                                                            |                                                            |                                                            |                                                            |                                                            |                                                            |                                                            |                                                            |
| 690   | Autre : - Amplitudes horaires : - Date de dernière mise à jour : |                                                            |                                                            |                                                            |                                                            |                                                            |                                                            |                                                            |                                                            |
| 690   | Dernière actualisation : — |                                                            |                                                            |                                                            |                                                            |                                                            |                                                            |                                                            |                                                            |
| 691   | 691 | 691                                                        | 691                                                        | 691                                                        | 691                                                        | 691                                                        | 691                                                        | 691                                                        | 691                                                        |
| 691   | Alger-Centre - Station 2 Mai ⥋ Les Eucalyptus |                                                            |                                                            |                                                            |                                                            |                                                            |                                                            |                                                            |                                                            |
| 691   | Ouverture / Fermeture — / — | Longueur —                                                 | Durée —                                                    | Nb. d’arrêts —                                             | Matériel —                                                 | Jours de fonctionnement —                                  | Jour / Soir / Nuit / Fêtes — / — / — / —                   | Voy. / an —                                                | Dépôt —                                                    |
| 691   | Desserte : - Villes et lieux desservis : Alger-Centre (Station 2 Mai) • Hussein Dey (Gare routière du Caroubier) • El Harrach • Bourouba • Les Eucalyptus. - Stations et gares desservies : Gare d'El Harrach. |                                                            |                                                            |                                                            |                                                            |                                                            |                                                            |                                                            |                                                            |
| 691   | Autre : - Amplitudes horaires : - Date de dernière mise à jour : |                                                            |                                                            |                                                            |                                                            |                                                            |                                                            |                                                            |                                                            |
| 691   | Dernière actualisation : — |                                                            |                                                            |                                                            |                                                            |                                                            |                                                            |                                                            |                                                            |
| 692   | 692 | 692                                                        | 692                                                        | 692                                                        | 692                                                        | 692                                                        | 692                                                        | 692                                                        | 692                                                        |
| 692   | El Harrach ⥋ Les Eucalyptus - Ed-Dalia |                                                            |                                                            |                                                            |                                                            |                                                            |                                                            |                                                            |                                                            |
| 692   | Ouverture / Fermeture — / — | Longueur —                                                 | Durée —                                                    | Nb. d’arrêts —                                             | Matériel —                                                 | Jours de fonctionnement —                                  | Jour / Soir / Nuit / Fêtes — / — / — / —                   | Voy. / an —                                                | Dépôt —                                                    |
| 692   | Desserte : - Villes et lieux desservis : El Harrach • Les Eucalyptus (Ed-Dalia). - Stations et gares desservies : El Harrach Centre.                                                                           |                                                            |                                                            |                                                            |                                                            |                                                            |                                                            |                                                            |                                                            |
| 692   | Autre : - Amplitudes horaires : - Date de dernière mise à jour : |                                                            |                                                            |                                                            |                                                            |                                                            |                                                            |                                                            |                                                            |
| 692   | Dernière actualisation : — |                                                            |                                                            |                                                            |                                                            |                                                            |                                                            |                                                            |                                                            |
| 693   | 693 | 693                                                        | 693                                                        | 693                                                        | 693                                                        | 693                                                        | 693                                                        | 693                                                        | 693                                                        |
| 693   | El Harrach ⥋ Les Eucalyptus - Cheraâba |                                                            |                                                            |                                                            |                                                            |                                                            |                                                            |                                                            |                                                            |
| 693   | Ouverture / Fermeture — / — | Longueur —                                                 | Durée —                                                    | Nb. d’arrêts —                                             | Matériel —                                                 | Jours de fonctionnement —                                  | Jour / Soir / Nuit / Fêtes — / — / — / —                   | Voy. / an —                                                | Dépôt —                                                    |
| 693   | Desserte : - Villes et lieux desservis : El Harrach • Les Eucalyptus (Cheraâba). - Stations et gares desservies : El Harrach Centre.                                                                           |                                                            |                                                            |                                                            |                                                            |                                                            |                                                            |                                                            |                                                            |
| 693   | Autre : - Amplitudes horaires : - Date de dernière mise à jour : |                                                            |                                                            |                                                            |                                                            |                                                            |                                                            |                                                            |                                                            |
| 693   | Dernière actualisation : — |                                                            |                                                            |                                                            |                                                            |                                                            |                                                            |                                                            |                                                            |
| 694   | 694 | 694                                                        | 694                                                        | 694                                                        | 694                                                        | 694                                                        | 694                                                        | 694                                                        | 694                                                        |
| 694   | El Harrach ⥋ Les Eucalyptus - El Djoumhouria |                                                            |                                                            |                                                            |                                                            |                                                            |                                                            |                                                            |                                                            |
| 694   | Ouverture / Fermeture — / — | Longueur —                                                 | Durée —                                                    | Nb. d’arrêts —                                             | Matériel —                                                 | Jours de fonctionnement —                                  | Jour / Soir / Nuit / Fêtes — / — / — / —                   | Voy. / an —                                                | Dépôt —                                                    |
| 694   | Desserte : - Villes et lieux desservis : El Harrach • Les Eucalyptus (El Djoumhouria). - Stations et gares desservies : El Harrach Centre.                                                                     |                                                            |                                                            |                                                            |                                                            |                                                            |                                                            |                                                            |                                                            |
| 694   | Autre : - Amplitudes horaires : - Date de dernière mise à jour : |                                                            |                                                            |                                                            |                                                            |                                                            |                                                            |                                                            |                                                            |
| 694   | Dernière actualisation : — |                                                            |                                                            |                                                            |                                                            |                                                            |                                                            |                                                            |                                                            |
| 695   | 695 | 695                                                        | 695                                                        | 695                                                        | 695                                                        | 695                                                        | 695                                                        | 695                                                        | 695                                                        |
| 695   | El Harrach ⥋ Sidi Moussa, via Les Eucalyptus |                                                            |                                                            |                                                            |                                                            |                                                            |                                                            |                                                            |                                                            |
| 695   | Ouverture / Fermeture — / — | Longueur —                                                 | Durée —                                                    | Nb. d’arrêts —                                             | Matériel —                                                 | Jours de fonctionnement —                                  | Jour / Soir / Nuit / Fêtes — / — / — / —                   | Voy. / an —                                                | Dépôt —                                                    |
| 695   | Desserte : - Villes et lieux desservis : El Harrach • Les Eucalyptus • Sidi Moussa. - Stations et gares desservies : El Harrach Centre.                                                                        |                                                            |                                                            |                                                            |                                                            |                                                            |                                                            |                                                            |                                                            |
| 695   | Autre : - Amplitudes horaires : - Date de dernière mise à jour : |                                                            |                                                            |                                                            |                                                            |                                                            |                                                            |                                                            |                                                            |
| 695   | Dernière actualisation : — |                                                            |                                                            |                                                            |                                                            |                                                            |                                                            |                                                            |                                                            |
| 696   | 696 | 696                                                        | 696                                                        | 696                                                        | 696                                                        | 696                                                        | 696                                                        | 696                                                        | 696                                                        |
| 696   | El Harrach ⥋ Les Eucalyptus - Laraibia, via Ed-Dalia |                                                            |                                                            |                                                            |                                                            |                                                            |                                                            |                                                            |                                                            |
| 696   | Ouverture / Fermeture — / — | Longueur —                                                 | Durée —                                                    | Nb. d’arrêts —                                             | Matériel —                                                 | Jours de fonctionnement —                                  | Jour / Soir / Nuit / Fêtes — / — / — / —                   | Voy. / an —                                                | Dépôt —                                                    |
| 696   | Desserte : - Villes et lieux desservis : El Harrach • Les Eucalyptus (Laraibia). - Stations et gares desservies : El Harrach Centre.                                                                           |                                                            |                                                            |                                                            |                                                            |                                                            |                                                            |                                                            |                                                            |
| 696   | Autre : - Amplitudes horaires : - Date de dernière mise à jour : |                                                            |                                                            |                                                            |                                                            |                                                            |                                                            |                                                            |                                                            |
| 696   | Dernière actualisation : — |                                                            |                                                            |                                                            |                                                            |                                                            |                                                            |                                                            |                                                            |
| 697   | 697 | 697                                                        | 697                                                        | 697                                                        | 697                                                        | 697                                                        | 697                                                        | 697                                                        | 697                                                        |
| 697   | Les Eucalyptus ⥋ Ben Aknoun |                                                            |                                                            |                                                            |                                                            |                                                            |                                                            |                                                            |                                                            |
| 697   | Ouverture / Fermeture — / — | Longueur —                                                 | Durée —                                                    | Nb. d’arrêts —                                             | Matériel —                                                 | Jours de fonctionnement —                                  | Jour / Soir / Nuit / Fêtes — / — / — / —                   | Voy. / an —                                                | Dépôt —                                                    |
| 697   | Desserte : - Villes et lieux desservis : Les Eucalyptus • Ben Aknoun. - Stations et gares desservies : |                                                            |                                                            |                                                            |                                                            |                                                            |                                                            |                                                            |                                                            |
| 697   | Autre : - Amplitudes horaires : - Date de dernière mise à jour : |                                                            |                                                            |                                                            |                                                            |                                                            |                                                            |                                                            |                                                            |
| 697   | Dernière actualisation : — |                                                            |                                                            |                                                            |                                                            |                                                            |                                                            |                                                            |                                                            |
| 698   | 698 | 698                                                        | 698                                                        | 698                                                        | 698                                                        | 698                                                        | 698                                                        | 698                                                        | 698                                                        |
| 698   | Les Eucalyptus ⥋ Bachdjarah |                                                            |                                                            |                                                            |                                                            |                                                            |                                                            |                                                            |                                                            |
| 698   | Ouverture / Fermeture — / — | Longueur —                                                 | Durée —                                                    | Nb. d’arrêts —                                             | Matériel —                                                 | Jours de fonctionnement —                                  | Jour / Soir / Nuit / Fêtes — / — / — / —                   | Voy. / an —                                                | Dépôt —                                                    |
| 698   | Desserte : - Villes et lieux desservis : Les Eucalyptus • Bourouba • Bachdjerrah. - Stations et gares desservies : Bachdjarah • Bachdjarah - Tennis.                                                           |                                                            |                                                            |                                                            |                                                            |                                                            |                                                            |                                                            |                                                            |
| 698   | Autre : - Amplitudes horaires : - Date de dernière mise à jour : |                                                            |                                                            |                                                            |                                                            |                                                            |                                                            |                                                            |                                                            |
| 698   | Dernière actualisation : — |                                                            |                                                            |                                                            |                                                            |                                                            |                                                            |                                                            |                                                            |
| 699   | 699 | 699                                                        | 699                                                        | 699                                                        | 699                                                        | 699                                                        | 699                                                        | 699                                                        | 699                                                        |
| 699   | Les Eucalyptus ⥋ Kouba - Vieux Kouba |                                                            |                                                            |                                                            |                                                            |                                                            |                                                            |                                                            |                                                            |
| 699   | Ouverture / Fermeture — / — | Longueur —                                                 | Durée —                                                    | Nb. d’arrêts —                                             | Matériel —                                                 | Jours de fonctionnement —                                  | Jour / Soir / Nuit / Fêtes — / — / — / —                   | Voy. / an —                                                | Dépôt —                                                    |
| 699   | Desserte : - Villes et lieux desservis : Les Eucalyptus • Kouba (Vieux Kouba). - Stations et gares desservies :                                                                                                |                                                            |                                                            |                                                            |                                                            |                                                            |                                                            |                                                            |                                                            |
| 699   | Autre : - Amplitudes horaires : - Date de dernière mise à jour : |                                                            |                                                            |                                                            |                                                            |                                                            |                                                            |                                                            |                                                            |
| 699   | Dernière actualisation : — |                                                            |                                                            |                                                            |                                                            |                                                            |                                                            |                                                            |                                                            |

## Provenance des données
Les données sur les numéros de lignes et les trajets de celles-ci proviennent des plans de lignes de l'ETUSA et de l'AOTU-A,.